# Tiếng Nhật
Tiếng Nhật Bản, Tiếng Nhật hay Nhật ngữ (日本語 (Nhật Bản ngữ) Nihongo, [ɲihoŋɡo] ⓘ hoặc [ɲihoŋŋo]) là một ngôn ngữ Đông Á được hơn 125 triệu người sử dụng ở Nhật Bản và những cộng đồng dân di cư Nhật Bản khắp thế giới. Tại Việt Nam nó cũng là một trong các ngoại ngữ được giảng dạy trong chương trình học từ cấp cơ sở và là môn thi trong Kỳ thi trung học phổ thông quốc gia.
Tiếng Nhật là một ngôn ngữ chắp dính (khác biệt với tiếng Việt vốn thuộc vào loại ngôn ngữ đơn lập phân tích cao), nổi bật với một hệ thống các nghi thức nghiêm ngặt và rành mạch, đặc biệt là hệ thống kính ngữ phức tạp thể hiện bản chất thứ bậc của xã hội Nhật Bản, với những dạng biến đổi động từ và sự kết hợp một số từ vựng để chỉ mối quan hệ giữa người nói, người nghe và người được nói đến trong cuộc hội thoại. Kho ngữ âm của tiếng Nhật khá nhỏ, với một hệ thống ngữ điệu rõ rệt theo từ. Tiếng Nhật cổ nhất được biết đến chủ yếu dựa vào trạng thái của nó vào thế kỷ thứ VIII, khi ba tác phẩm chủ yếu của tiếng Nhật cổ được dịch (hai bộ sử Cổ sự ký (古事記 (Cổ sự ký)), Nhật Bản thư kỷ (日本書紀 (Nhật Bản thư kỷ)), và thi tập Vạn diệp tập (万葉集 (Vạn diệp tập)); nhưng một số lượng tài liệu ít hơn, chủ yếu là chữ khắc, còn cổ hơn. Những chứng thực về tiếng Nhật cổ nhất có thể được tìm thấy trong một số tư liệu thành văn của Trung Quốc từ năm 252.
Tiếng Nhật cũng nổi bật ở việc được viết phổ biến trong sự phối hợp của ba kiểu chữ: văn tự ngữ tố kanji (漢字 (Hán tự) "chữ Hán" kiểu Nhật Bản, có một số khác biệt so với chữ Hán trong tiếng Trung) và hai kiểu chữ tượng thanh (ghi âm tiết) - kana (仮名 (giả danh)) gồm kiểu chữ nét mềm hiragana (平仮名 (bình giả danh)) và kiểu chữ nét cứng katakana (片仮名 (phiến giả danh)). Kanji dùng để viết các từ Hán (mượn của tiếng Trung Quốc) hoặc các từ người Nhật dùng chữ Hán để thể hiện rõ nghĩa. Hiragana dùng để ghi các từ gốc Nhật và các thành tố ngữ pháp như trợ từ, trợ động từ, đuôi động từ, tính từ... Katakana dùng để phiên âm từ vựng nước ngoài (kể cả tiếng Trung, tuy có chữ Hán nhưng Katakana vẫn được dùng để phiên âm tiếng Quan Thoại, ví dụ như Thượng Hải 上海, tiếng Nhật dùng シャンハイ (Shanhai) để phiên âm từ bính âm là "Shànghăi", ít khi dùng từ Hán-Nhật là "じょうかい" Joukai), và có lúc thay Hiragana để nhấn mạnh từ gốc Nhật (ví dụ như "Kimi" (bạn/cậu), có lúc dùng キミ để nhấn mạnh cho 君, giống như trong tiếng Việt nhấn mạnh bằng cách cho vào "ngoặc kép" hay VIẾT IN HOA). Bảng ký tự Latinh Rōmaji cũng được dùng trong tiếng Nhật hiện đại, đặc biệt là ở tên và biểu trưng của các công ty, quảng cáo, nhãn hiệu hàng hoá, khi nhập tiếng Nhật vào máy vi tính và được dạy ở cấp tiểu học nhưng chỉ có tính thí điểm. Số Ả Rập theo kiểu phương Tây được dùng để ghi số, nhưng cách viết chữ số Hán theo Kanji như "一二三" (nhất nhị tam) cũng rất phổ biến.
Từ vựng Nhật cũng chịu ảnh hưởng lớn bởi những từ mượn từ các ngôn ngữ khác. Một số lượng khổng lồ các từ vựng mượn từ tiếng Hán, hoặc được tạo ra theo kiểu của tiếng Hán, tồn tại qua giai đoạn ít nhất 1.500 năm. Từ cuối thế kỷ XIX, tiếng Nhật đã mượn một lượng từ vựng đáng kể từ ngữ hệ Ấn-Âu, chủ yếu là tiếng Anh, và phát sinh ra các từ vựng được gọi là wasei eigo (和製英語 (Hoà chế Anh ngữ) Nihongo, "tiếng Anh do Nhật chế"), ví dụ như rimokon (リモコン "chiếc điều khiển từ xa"), chế từ cụm từ tiếng Anh "remote control" mà người Nhật phiên âm là rimōto kontorōru (リモートコントロール). Do mối quan hệ thương mại đặc biệt giữa Nhật Bản và Hà Lan vào thế kỷ thứ XVII, tiếng Hà Lan cũng có ảnh hưởng, với những từ như bīru (từ bier; "bia") và kōhī (từ koffie; "cà phê").

## Đặc điểm
Âm vị của tiếng Nhật, ngoại trừ âm "っ" (phụ âm đôi) và "ん" (âm gảy), mang đặc điểm của ngôn ngữ theo âm tiết kết thúc bằng nguyên âm, ngoài ra tiếng Nhật tiêu chuẩn cũng như đa số các phương ngữ tiếng Nhật được nói theo từng nhịp đều nhau. Ngữ điệu trong tiếng Nhật là ngữ điệu cao thấp. Trong bộ từ vựng Đại Hòa (大和 Yamato), các nguyên tắc sau đây được áp dụng:
1. Các âm thuộc hàng "ら" (ra) gồm có /ra/ /ri/ /ru/ /re/ /ro/, không đứng ở đầu một từ (do đó các từ bắt đầu bằng hàng "ら" rất hiếm gặp trong tiếng Nhật. Những từ như raku (楽, "lạc", còn gọi là đậu phộng), rappa (らっぱ, "kèn"), ringo (りんご, "táo")...không phải là từ trong bộ từ vựng Yamato)
2. Âm kêu không đứng ở đầu một từ (những từ như daku (抱く, "ôm"), dore (どれ, "cái nào"), ba (場, "nơi chốn"), bara (薔薇, hoa hồng)... là do thế hệ sau sửa đổi)
3. Các nguyên âm thuộc cùng một hàng không được liền kề nhau (a.o (青, "màu xanh"), ka.i (貝, con sò) trước đây được đọc lần lượt là [awo], [kapi], [kaɸi])

Những nguyên tắc khác được đề cập ở phần Phân loại cũng như Âm vị.
Về câu, thứ tự các thành phần trong một câu là "chủ ngữ – tân ngữ – động từ". Tân ngữ đứng trước từ cần tân ngữ. Ngoài ra, để hiển thị danh từ cách, không chỉ đổi thứ tự và chia từ vĩ (phần đuôi từ), mà còn thêm từ khoá thể hiện chức năng ngữ pháp (trợ từ) vào cuối (chắp dính). Do đó, xét về mặt phân loại ngôn ngữ, theo quan điểm về thứ tự trong câu theo ngôn ngữ kiểu chủ-tân-động, tiếng Nhật được xếp vào loại ngôn ngữ chắp dính về hình thái (xem thêm phần Ngữ pháp).
Về từ vựng, ngoài bộ từ vựng Yamato, tiếng Nhật sử dụng rất nhiều chữ Hán được du nhập từ Trung Quốc, ngoài ra gần đây từ vựng phương Tây ngày càng nhiều hơn trong kho từ mượn của tiếng Nhật (xem thêm Hệ thống từ vựng).
Về biểu thị thái độ, tiếng Nhật có một hệ thống kính ngữ đa dạng về ngữ pháp và từ vựng để biểu hiện mối quan hệ một cách khôn khéo của người nói đối với người nghe và người được đề cập đến (xem thêm Biểu thị thái độ).
Về phương ngữ, có sự khác nhau lớn giữa miền Đông và miền Tây của Nhật Bản cũng như ở nhóm đảo Ryūkyū. Hơn nữa, nếu nhìn vào chi tiết, ở mỗi địa phương lại có một phương ngữ khác nhau (xem thêm Phương ngữ).
Các đặc trưng của ngôn ngữ còn được thể hiện, đầu tiên là ở sự phức tạp của hệ thống chữ viết rất dễ nhận thấy. Kanji (漢字, Hán tự) (được sử dụng với cả cách đọc âm Hán (音読み, on'yomi) lẫn âm Nhật (訓読み, "kun'yomi")), hiragana (平仮名), katakana (片仮名) và bảng rōmaji v.v., nhiều người cho rằng một ngôn ngữ thường xuyên phối hợp hơn 3 kiểu chữ khác nhau như vậy là có một không hai (xem thêm Hệ thống chữ viết). Ngoài ra, đại từ nhân xưng rất đa dạng như dùng watakushi, watashi, boku, ore đều để chỉ ngôi thứ nhất và anata, anta, kimi, omae để chỉ ngôi thứ hai, v.v. cũng là một đặc điểm của tiếng Nhật (Xem thêm Đại từ nhân xưng).

## Phân loại
Hiện nay việc khẳng định tiếng Nhật thuộc ngữ hệ nào vẫn nằm trong vòng tranh cãi, cần phải được chứng minh thêm. Có nhiều giả thuyết đã được đưa ra, nhưng chưa có giả thuyết nào đủ mạnh để có thể khẳng định điều này.
Có giả thuyết cho rằng nó thuộc ngữ hệ Altai, đặc biệt khi quan sát tiếng Nhật từ cuối thời Minh Trị. Về nguồn gốc, trong tiếng Nhật cổ (từ vựng Đại Hoà), có thể thấy rằng âm /r/ (âm nước) không đứng ở đầu từ, và một loại nguyên âm điều hoà (không để hai nguyên âm cùng loại đứng gần nhau để điều hoà cách đọc) đã được sử dụng. Tuy nhiên, bản thân những ngôn ngữ cho rằng mình thuộc ngữ hệ Altai cũng cần phải chứng minh thêm về sự tương quan đó, do đó, đối với đặc trưng rất dễ thấy của tiếng Nhật cổ được đề cập ở bên trên thì tiếng Nhật là ngôn ngữ thuộc "kiểu Altai", chứ không hoàn toàn thuộc về hệ đó.
Ngữ hệ Nam Đảo cũng là một hệ âm vị và từ vựng được cho là có sự tương đồng với tiếng Nhật, tuy nhiên, những minh chứng được đưa ra để khẳng định về mặt ngôn ngữ thì không đủ, có rất nhiều ví dụ cho giả thiết trên không thể kiểm chứng được. Cho nên nói về mối quan hệ thì có thể nói rằng nó không rõ ràng.
Có giả thuyết nói rằng tiếng Nhật có quan hệ với ngữ hệ Dravida, nhưng những nhà nghiên cứu nhận thấy mối quan hệ đó không nhiều. Shin Ono có giả thuyết cho rằng các điểm từ vựng - ngữ pháp của tiếng Nhật có những điểm chung với tiếng Tamil, tuy nhiên đã có nhiều chỉ trích quan điểm này khi xem xét vấn đề theo phương pháp của ngành so sánh ngôn ngữ học (xem tiếng Tamil).
Nếu chúng ta quan tâm đến mối quan hệ đối với cá nhân từng ngôn ngữ, thì ký hiệu, từ vựng v.v. của tiếng Nhật ảnh hưởng mạnh mẽ bởi tiếng Hán từ xa xưa thông qua chữ Hán và Hán ngữ. Nhật Bản thuộc về nhóm các nước có truyền thống sử dụng chữ Hán (các nước đồng văn) mà trung tâm là Trung Quốc. Tuy nhiên, cơ sở từ vựng không có sự tương ứng, ngoài ra đặc trưng về văn phạm - phát âm thì hoàn toàn khác Trung Quốc, do đó sự liên quan về hệ thống là không chính xác.
Đối với ngôn ngữ Ainu, mặc dù cấu trúc câu của ngôn ngữ Ainu tương tự như của tiếng Nhật (kiểu SOV), nhưng văn phạm - hình thái xét theo loại hình thì thuộc về các tổ hợp ngôn ngữ khác nhau, đồng thời cấu tạo âm vị cũng chứng tỏ tồn tại nhiều khác biệt về hữu thanh - vô thanh cũng như việc sử dụng âm tiết đóng. Sự liên quan tương tự về mặt từ vựng cơ bản cũng đã được chỉ ra nhưng những dẫn chứng thì không đầy đủ. Nói chung sự giống nhau về ngôn ngữ thể hiện ở chỗ, có nhiều từ vựng Ainu rất dễ nhận ra là đều được mượn từ tiếng Nhật. Hiện nay, những tài liệu chứng minh ra sự liên quan với nhau của hai ngôn ngữ một cách hệ thống rất thiếu.
Đối với ngôn ngữ Triều Tiên, mặc dù có nhiều điểm giống nhau về cấu trúc văn phạm, cơ sở từ vựng của hai ngôn ngữ khác nhau rất nhiều. Về khía cạnh âm vị, mặc dù có những điểm giống nhau về nguồn gốc cũng như âm nước không đứng ở đầu từ, hay đều dùng một kiểu hoà hợp nguyên âm, v.v., nhưng cũng như ngữ hệ Altai được đề cập ở trên, sự tương tự không đóng vai trò toàn bộ, âm đóng và phụ âm kép (trong tiếng Triều Tiên thời kỳ giữa) tồn tại sự khác nhau lớn so với tiếng Nhật. Trong Ngôn ngữ Cao Ly đã biến mất của bán đảo Triều Tiên, cách đếm số cũng như từ vựng được cho là tương tự với tiếng Nhật, nhưng sự thật là hiện nay tiếng Cao Ly là biến mất gần như hoàn toàn, do đó khó có thể trở thành tài liệu kết luận giả thuyết trên một cách có hệ thống.
Ngoài ra, tiếng Lepcha - tiếng Hebrew cũng đã được đề cập đến, nhưng về mặt so sánh ngôn ngữ học nó được xếp vào loại các giả thuyết sai.
Ngôn ngữ giống với tiếng Nhật và hệ thống của nó được thấy rõ ràng nhất là ngôn ngữ của nhóm đảo Ryūkyū (thuộc tiểu vương quốc Ryūkyū trước đây). Ngôn ngữ Ryūkyū và tiếng Nhật gần gũi một cách dị thường, do đó có khả năng xếp nó thành một phần của tiếng Nhật (phương ngữ Ryūkyū). Trong trường hợp là ngôn ngữ đặc biệt, tiếng Nhật và tiếng Ryūkyū được xếp chung vào Ngữ hệ Nhật Bản.

## Phân bố theo địa lý

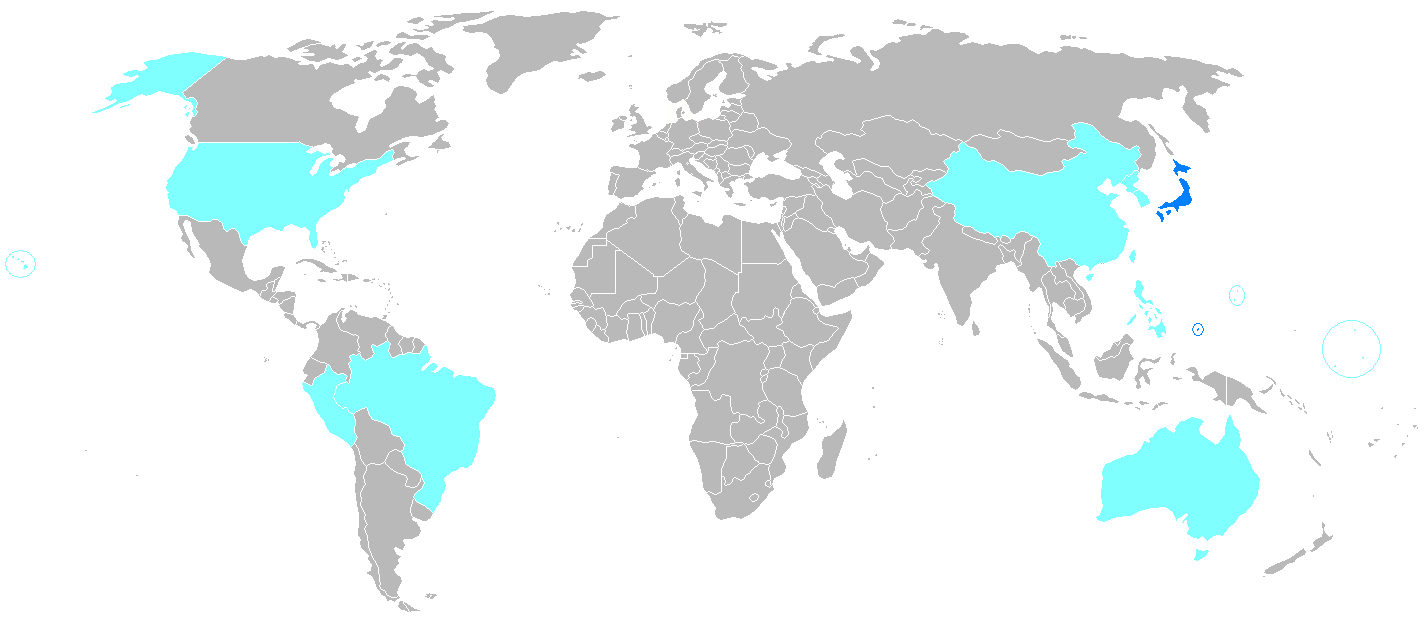
Phân bố khu vực có người nói tiếng Nhật

Mặc dù tiếng Nhật hầu như chỉ được nói ở nước Nhật, tuy nhiên nó đã và vẫn được dùng ở nhiều nơi khác. Khi Nhật Bản chiếm đóng Triều Tiên, Đài Loan, một phần của Trung Hoa lục địa, và một số đảo ở Thái Bình Dương trong và trước Chiến tranh thế giới thứ hai, những người dân địa phương ở các nước này bị bắt buộc phải học tiếng Nhật trong các chương trình xây dựng đế chế. Kết quả là có nhiều người cho đến thập niên 1970 vẫn có thể nói được tiếng Nhật ngoài ngôn ngữ bản địa. Cộng đồng dân di cư Nhật Bản (lớn nhất là ở Brasil) thường dùng tiếng Nhật để nói chuyện hàng ngày. Dân di cư Nhật có mặt ở Peru, Argentina, Úc (đặc biệt ở Sydney, Brisbane, và Melbourne) và Hoa Kỳ (chủ yếu ở California và Hawaii). Còn có một cộng đồng di cư nhỏ ở Davao, Philippines với nhiều hậu duệ người Philippines gốc Nhật sinh sống, cùng với một số ở Laguna, Philippines và nhiều người khác ở khắp Philippines và ở Nhật Bản và trên 245.518 người Philippines ở Nhật, cộng với số người kết hôn với người Nhật, và ở châu Mỹ cũng có thể nói tiếng Nhật. Con cháu của họ (gọi là nikkei 日系 Nhật hệ), tuy nhiên, hiếm khi nói được tiếng Nhật một cách thông thạo. Hiện nay ước tính có khoảng vài triệu người ở các nước đang học tiếng Nhật; nhiều trường tiểu học và trung học cũng đưa tiếng Nhật vào chương trình giảng dạy.
Ở Việt Nam tiếng Nhật cũng được dạy từ những năm 1940-1945, nhưng chỉ đến khoảng những năm 1960-1965 mới được dạy có hệ thống ở cả hai miền. Trong khoảng 10 năm sau đó có một thế hệ người miền Nam rất giỏi tiếng Nhật làm việc tại Phủ quốc vụ khanh đặc trách văn hoá, Tiểu ban Nhật Văn thuộc Ủy ban dịch thuật. Tuy nhiên, tiếng Nhật chỉ thực sự được giảng dạy mạnh mẽ trở lại trong khoảng 20 năm từ khi bắt đầu đổi mới đến nay khi các trường đại học mở phân khoa tiếng Nhật. Một số trường phổ thông ở Việt Nam cũng có chương trình giảng dạy tiếng Nhật như Trường Trung học phổ thông Chuyên Ngoại ngữ, Trường Trung học phổ thông Chu Văn An (Hà Nội).
Theo báo cáo trong The World Factbook của CIA, bang Angaur của Palau xem tiếng Nhật là một trong ba ngôn ngữ chính thức cùng với tiếng Angaur và tiếng Anh. Tiểu bang này là nơi duy nhất trên thế giới xem tiếng Nhật là ngôn ngữ chính thức về mặt pháp lý, nếu như bản báo cáo đó xác thực. Tuy nhiên, cũng có báo cáo khác nói rằng ngôn ngữ chính thức ở Angaur là tiếng Palau và tiếng Anh, giống như các tiểu bang khác trong nước. Dù thế nào đi nữa, số người dùng tiếng Nhật ở bang đó cũng là con số không, theo điều tra vào năm 2005.

### Ngôn ngữ chính thức
Tiếng Nhật là ngôn ngữ chính thức "không thành văn" ở Nhật Bản, và Nhật Bản là quốc gia duy nhất dùng tiếng Nhật làm ngôn ngữ hành chính chính thức. Có một dạng ngôn ngữ được coi là chuẩn: hyōjungo (標準語) ngôn ngữ tiêu chuẩn, hoặc kyōtsūgo (共通語) ngôn ngữ phổ thông). Ý nghĩa của hai từ này tương đương nhau. Hyōjungo (kyōtsūgo) là một khái niệm tạo thành từ một bộ phận của phương ngữ. Ngôn ngữ tiêu chuẩn này được tạo ra sau Minh Trị Duy Tân meiji ishin (明治維新) (1868) từ thứ ngôn ngữ được nói ở khu vực đô thị Tokyo do nhu cầu trao đổi thông tin. Hyōjungo được dạy ở trường học và được dùng trên truyền hình và giao tiếp chính thức, và cũng là bản tiếng Nhật được bàn đến trong bài này.
Trước đây, tiếng Nhật chuẩn trong văn viết (bungo (文語 (văn ngữ))) khác với văn nói (kōgo (口語 (khẩu ngữ))). Hai hệ thống này có ngữ pháp khác nhau và có những biến thể về từ vựng. Bungo là cách viết tiếng Nhật chủ yếu cho đến khoảng năm 1900, sau đó kogo dần dần mở rộng tầm ảnh hưởng và hai phương pháp này đều được dùng trong văn viết cho đến thập niên 1940. Bungo vẫn hữu ích đối với các sử gia, học giả văn chương, và luật sư (nhiều điều luật của Nhật có từ thời Chiến tranh thế giới thứ hai vẫn còn được viết bằng bungo, mặc dù hiện đang có những nỗ lực để hiện đại hoá ngôn ngữ này). Kōgo phương pháp được dùng cho cả nói và viết tiếng Nhật chiếm ưu thế hiện nay, mặc dù ngữ pháp và từ vựng bungo thỉnh thoảng vẫn được dùng trong tiếng Nhật hiện đại để tăng biểu cảm.

### Phương ngữ

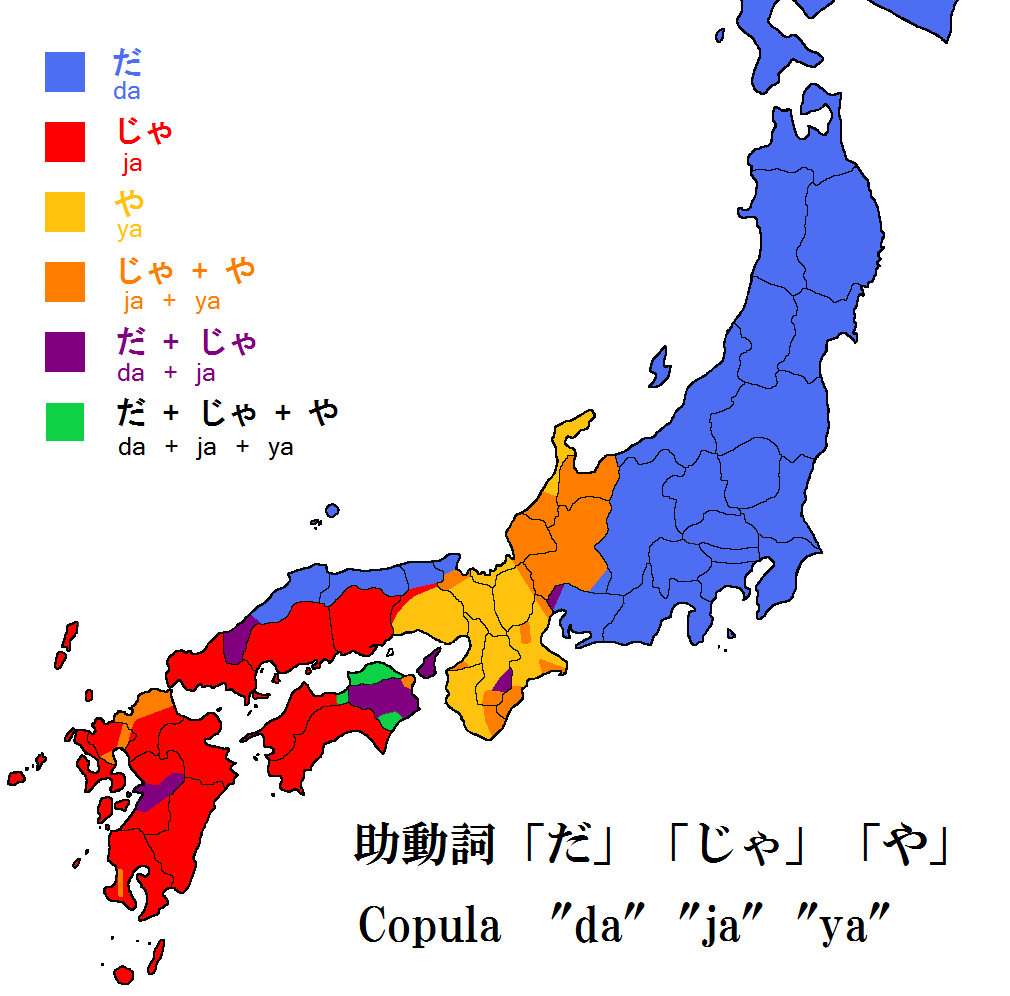
Các vùng có từ nối da khác nhau

Ở Nhật Bản có rất nhiều phương ngữ (方言 hōgen). Sự phong phú này đến từ nhiều yếu tố, do một thời gian dài sinh sống ở quần đảo, địa hình đảo, những dãy núi chia cắt từng phần lãnh thổ, và lịch sử lâu dài sống tách biệt với bên ngoài lẫn bên trong của nước Nhật. Các phương ngữ thường khác nhau về ngữ điệu, hình thái biến đổi, từ vựng, và cách dùng các trợ từ. Một vài phương ngữ còn khác nhau ở các phụ âm và nguyên âm, mặc dù điều này không phổ biến.
Năm nhóm phương ngữ chính gồm có 5 nhóm:
- Higashi-nihon hōgen (東日本方言, phương ngữ Đông Nhật Bản), phương ngữ phía Đông Nhật Bản, bao gồm cả phương ngữ Tokyo.
- Hachijō hōgen (八丈方言, phương ngữ Bát Trượng), phương ngữ có ảnh hưởng từ phương ngữ Đông Nhật Bản cổ.
- Nishi-nihon hōgen (西日本方言, phương ngữ Tây Nhật Bản), phương ngữ phía Tây Nhật Bản, gồm có Kyoto, Osaka, v.v.
- Kyūshū hōgen (九州方言, phương ngữ Cửu Châu), gồm Nagasaki, Kumamoto, v.v.
- Ryūkyū hōgen (琉球方言, phương ngữ Lưu Cầu), các đảo thuộc nhóm đảo Ryūkyū.

Ngày nay, tiếng Nhật chuẩn được dùng phổ biến trên cả nước (bao gồm nhiều phần của nhóm đảo Ryūkyū như Okinawa) do không chỉ truyền hình và radio, mà còn nhờ vào hệ thống đường sá, tàu lửa, và hàng không. Những người trẻ tuổi thường nói được cả tiếng địa phương và ngôn ngữ chuẩn, mặc dù trong đa số trường hợp, tiếng địa phương chịu ảnh hưởng bởi tiếng chuẩn, và tiếng Nhật "tiêu chuẩn" ngược lại cũng bị ảnh hưởng bởi tiếng địa phương.

## Âm vị

### Hệ thống âm vị
Trong tiếng Nhật, ippon (一本, "1 cái"), viết theo chữ hiragana là 「いっぽん」, sẽ được đọc theo 4 đơn vị là 「い・っ・ぽ・ん」. Theo âm tiết, nghe như [ip.poɴ] với 2 âm tiết, nhưng nó không giống với cách nắm bắt theo âm vị. Cách chia những phần theo âm thanh học thì khác với âm tiết, theo âm vần luận thì mỗi đơn vị trong 「い・っ・ぽ・ん」 được gọi là mora (phách).
Mora trong tiếng Nhật nói chung có thể hệ thống hoá dựa trên kana (仮名, bảng chữ tiếng Nhật). Ippon và mattaku 「まったく」 theo âm thanh học là [ippoɴ] và [mattakɯ] không có đơn âm nào chung, nhưng trong tiếng Nhật vẫn có một mora chung, đó là 「っ」. Ngoài ra, đối với 「ん」, theo âm thanh học thì tuỳ theo âm đi sau nó mà có thể được phát âm là [ɴ], [m], [n] hay [ŋ], nhưng những người nói tiếng Nhật đều có thể nhận ra âm giống nhau, do đó theo âm vần luận nó trở thành một loại mora.
Trong tiếng Nhật, phần lớn mora đều kết thúc bằng nguyên âm. Do đó tiếng Nhật mang đặc tính mạnh của ngôn ngữ âm tiết mở. Mặc dù vậy, hai mora đặc biệt 「っ」 và 「ん」 không có nguyên âm.
Về phân loại mora, có 111 kiểu mora như bảng dưới. Tuy nhiên, theo các nhà nghiên cứu, số lượng mora đang dần thay đổi. Đối với âm của hàng ga 「が」, ở vị trí giữa và cuối từ, nó biến thành âm mũi (còn gọi là âm kêu mũi) thuộc hàng 「か゚」, nhưng với những người trẻ tuổi thì sự phân biệt này đang mất dần. Do đó, nếu ta không đếm hàng 「か゚」, số lượng mora chỉ còn 103. Còn nếu tính luôn cả các âm mượn như 「ファ(fa)・フィ(fi)・フェ(fe)・フォ(fo)」「ティ(ti)・トゥ(tu)」「ディ(di)・ドゥ(du)」, con số này lại thay đổi lên đến 128 mora..
| Âm đơn (nguyên âm)              |                  |              |
| あ い う え お                  |                  |              |
| Âm đơn (phụ âm + nguyên âm)     | Âm đôi           |              |
| か き く け こ                  | きゃ きゅ きょ   | (âm điếc)    |
| さ し す せ そ                  | しゃ しゅ しょ   | (âm điếc)    |
| た ち つ て と                  | ちゃ ちゅ ちょ   | (âm điếc)    |
| な に ぬ ね の                  | にゃ にゅ にょ   |              |
| は ひ ふ へ ほ                  | ひゃ ひゅ ひょ   | (âm điếc)    |
| ま み む め も                  | みゃ みゅ みょ   |              |
| ら り る れ ろ                  | りゃ りゅ りょ   |              |
| が ぎ ぐ げ ご                  | ぎゃ ぎゅ ぎょ   | (âm kêu)     |
| (か゚ き゚ く゚ け゚ こ゚)                | (き゚ゃ き゚ゅ き゚ょ) | (âm kêu mũi) |
| ざ じ ず ぜ ぞ                  | じゃ じゅ じょ   | (âm kêu)     |
| だ で ど                        |                  | (âm kêu)     |
| ば び ぶ べ ぼ                  | びゃ びゅ びょ   | (âm kêu)     |
| ぱ ぴ ぷ ぺ ぽ                  | ぴゃ ぴゅ ぴょ   | (âm nửa kêu) |
| Âm đơn (bán phụ âm + nguyên âm) |                  |              |
| や ゆ よ                        |                  |              |
| わ                              |                  |              |
| Mora đặc biệt                   |                  |              |
| ん (âm gảy)                     |                  |              |
| っ (phụ âm đôi)                 |                  |              |
| ー (trường âm)                  |                  |              |

Hơn nữa, bảng chữ cái tiếng Nhật thường được sử dụng để giải thích cho hệ thống âm vị, nhưng thử so sánh với bảng mora tiếng Nhật ở trên, ta thấy có sự khác nhau đáng kể. Đáng chú ý bảng chữ cái tiếng Nhật đã có từ thời kỳ Bình An (平安, "Heian"), do đó nó không phản ánh được hệ thống âm vị của ngôn ngữ hiện đại (xem thêm phần "Trước thời Giang hộ (Eido)" của "Nghiên cứu sử tiếng Nhật").

### Hệ thống nguyên âm
Nguyên âm được thể hiện bằng các ký tự 「あ・い・う・え・お」. Theo âm vần luận, nguyên âm tiếng Nhật có 5 âm được thể hiện theo các ký tự trên, ký hiệu âm tố được viết là:
- /a/, /i/, /u/, /e/, /o/

Mặt khác, theo âm vị học, năm nguyên âm cơ bản được phát âm gần với 
- [a] [i] [ɯ] [e] [o]

Chữ 「う」ngheⓘ giống như âm tròn môi [u] trong tiếng Việt và một số ngôn ngữ khác, đồng thời cũng là một nguyên âm không tròn môi, nhưng ở phía sau âm môi thì tiến đến âm tròn môi (để hiểu rõ phát âm, xem mục văn tự tương tự).
Theo âm vần luận, những chữ như kōhī 「コーヒー」 (cà phê) và hīhī 「ひいひい」 (tiếng rên), tồn tại một yếu tố gọi là trường âm biểu diễn bằng 「ー」 hay hàng a 「あ」 trong kana (ký hiệu âm tố là /R/). Ở đây, tồn tại một mora độc đáo độc lập được phát âm bằng phương pháp gọi là "kéo dài nguyên âm trước đó thêm 1 mora". Giống như những từ tori (鳥, "chim") và tōri (通り, con đường), việc có hay không có trường âm nhiều khi cũng khác nhau về ý nghĩa. Tuy nhiên, theo âm thanh thì việc có một âm cụ thể được gọi là "trường âm" là không có, vì ở phần nửa sau của nguyên âm dài [aː] [iː] [ɯː] [eː] [oː] cũng chính là âm đó.
Đối với những chữ được viết là ei 「えい」, ou 「おう」 thì cách phát âm giống như ee 「ええ」 hay oo 「おお」 và nói chung đều được phiên âm thành các nguyên âm dài của [eː] và [oː] (những từ như kei 「けい」, kou 「こう」 v.v., trường hợp có phụ âm ở đầu hoàn toàn tương tự). Nói cách khác, eisei (衛星, "vệ tinh") outou (応答, "trả lời") được đọc là 「エーセー」「オートー」. Tuy nhiên, ở Kyuushuu và phía Tây Shikoku, phía nam Bán đảo Kii... thì ei 「えい」 phát âm thành [ei].
Phần cuối của các câu kết thúc bằng desu「です」 và masu「ます」, biến thành vô thanh và, có trường hợp nghe như [des] và [mas] (tuỳ thuộc vào từng phương ngữ và từng cá nhân). Hơn nữa, trong trường hợp nguyên âm i 「い」, u 「う」 nằm giữa phụ âm vô thanh cũng biến thành vô thanh và thanh đới không rung. Ví dụ như, Kikuchi trong Kikuchi Kan (菊池寛) và kuchikiki trong kuchikiki kōi (口利き行為, cử chỉ phát ngôn) phần nguyên âm thành nguyên âm vô thanh.
Nguyên âm đứng phía trước 「ん」 có xu hướng trở thành âm mũi. Ngoài ra, 「ん」 đứng phía trước nguyên âm thì trở thành nguyên âm mũi.

### Hệ thống phụ âm
Phụ âm phân biệt theo âm vần luận, có các phụ âm thuộc các hàng 「か(ka)・さ(sa)・た(ta)・な(na)・は(ha)・ま(ma)・や(ya)・ら(ra)・わ(wa)」, phụ âm kêu thuộc các hàng 「が(ga)・ざ(za)・だ(da)・ば(ba)」, phụ âm nửa kêu thuộc hàng 「ぱ(pa)」 (về mora đặc biệt, xin tham khảo ở phần cuối phần này). Ký hiệu âm tố như sau:
- /k/, /s/, /t/, /h/ (âm điếc)
- /g/, /z/, /d/, /b/ (âm kêu)
- /p/ (âm nửa kêu)
- /n/, /m/, /r/
- /j/, /w/ (thường gọi là bán nguyên âm)

Mặt khác, theo âm thanh học, thì hệ thống phụ âm có rất nhiều khía cạnh phức tạp. Các phụ âm được dùng chủ yếu gồm có
|                  | Âm đôi môi | Âm chân răng | Âm quặt lưỡi | Âm sau chân răng | Âm vòm | Âm vòm mềm | Âm lưỡi gà | Âm thanh hầu |
| ---------------- | ---------- | ------------ | ------------ | ---------------- | ------ | ---------- | ---------- | ------------ |
| Âm tắc           | p b        | t d          |              |                  |        | k ɡ        |            |              |
| Âm mũi           | m          | n            |              |                  |        | ŋ          | ɴ          |              |
| Âm vỗ            |            | ɾ            | ɽ            |                  |        |            |            |              |
| Âm xát           | ɸ          | s z          |              | ɕ ʑ              | ç      |            |            | h            |
| Âm tiếp cận      |            |              |              |                  | j      | ɰ          |            |              |
| Âm tắc xát       |            | ʦ ʣ          |              | ʨ ʥ              |        |            |            |              |
| Âm tiếp cận cạnh |            | l            |              |                  |        |            |            |              |

Về cơ bản thì các âm hàng ka 「か」 phát âm là [k], hàng sa 「さ」 là [s] (hay [θ], tuỳ địa phương và người nói), hàng ta 「た」 là [t], hàng na 「な」 là [n], hàng ha 「は」 là [h], hàng ma 「ま」 là [m], hàng ya 「や」 là [j], hàng da 「だ」 là [d], hàng ba 「ば」 là [b], và cuối cùng là hàng pa 「ぱ」 phát âm là [p].
Phụ âm hàng ra 「ら」 khi đứng ở đầu từ thì phát âm như [d], thay vì phát âm như âm tắc nhẹ khó đọc. Cũng có người phát âm gần giống như [l] của tiếng Việt. Không có ký hiệu âm thanh thích hợp nhưng cũng có khi được dùng thay thế bằng âm tắc uốn lưỡi kêu [ɖ]. Mặt khác, âm ra cùng với 「っ」 như 「あらっ？」, xuất hiện ở giữa hoặc cuối từ sẽ trở thành âm tắc lưỡi [ɾ] hoặc [ɽ].
Phụ âm hàng wa 「わ」 có người nói dùng cách phát âm tròn môi [w], nhưng đa số dùng âm không tròn môi [ɰ] (khi tách ra đọc từng âm thì tiếng Nhật lại đọc là [w]). Đối với các âm mượn 「ウィ(vi)」「ウェ(ve)」「ウォ(vo)」 cũng phát âm y hệt nhưng cũng có nhiều người phát âm là 「ウイ(ui)」「ウエ(ue)」「ウオ(uo)」.
Phụ âm hàng ga 「が」 khi xuất hiện ở đầu từ thì dùng [g], nhưng ở giữa từ thì phổ biến cách dùng [ŋ] (âm mũi hàng ga, gọi là âm kêu mũi). Ngày nay, việc dùng âm [ŋ] đang dần biến mất.
Phụ âm hàng za 「ざ」 khi đứng ở đầu từ và sau 「ん」 thì sử dụng âm tắc xát (âm của [ʣ] phối hợp âm tắc và âm xát) nhưng ở giữa từ thì thường sử dụng âm xát (như [z]). Cũng có người luôn sử dụng âm tắc xát nhưng ví dụ như shujutsu (手術, "phẫu thuật") sẽ rất khó và đa số sẽ dùng âm xát. Ngoài ra, âm 「ぢ」 và 「づ」 của hàng da 「だ」, ngoại trừ một vài phương ngữ, luôn gây cho ta cảm giác đồng âm với 「じ」「ず」 của hàng za, phương pháp phát âm của chúng giống nhau.
Phụ âm theo sau nguyên âm i 「い」 cho ra âm sắc đặc biệt. Một vài phụ âm biến thành âm vòm, đầu lưỡi gần với vòm miệng cứng. Ví dụ như, phụ âm của hàng ka 「か」 nói chung phát âm là [k] nhưng chỉ có ki 「き」 xảy ra hiện tượng như trên, và được phát âm là [kʲ]. Nếu sau các phụ âm vòm hoá thuộc cột i như trên là các nguyên âm a 「あ」 u 「う」 o 「お」 thì theo phép chính tả các chữ này sẽ biến thành 「ゃ」「ゅ」「ょ」 trong bảng kana và được viết như 「きゃ」「きゅ」「きょ」,「みゃ」「みゅ」「みょ」. Nếu sau nó là nguyên âm 「エ」 thì viết thành 「ェ」 trong bảng kana ví dụ như 「キェ」, nhưng với những từ mượn thì không có áp dụng theo cách trên.
Phụ âm trên cột âm i 「い」 của các hàng sa 「さ」, za 「ざ」, ta 「た」, ha 「は」 cũng có âm sắc đặc biệt nhưng lúc này không phải chỉ vòm hoá, mà điểm điều âm đã di chuyển đến vòm cứng. Phụ âm 「し」 và 「ち」 phát âm lần lượt là [ɕ] ngheⓘ và [ʨ] ngheⓘ. Các phụ âm thuộc hàng tương ứng với các âm đó vẫn được phát âm bình thường. Phụ âm của Âm mượn 「スィ(si)」 và 「ティ(ti)」 thì dùng âm vòm hoá [sʲ] và [tʲ]. Phụ âm 「じ」「ぢ」 đứng ở đầu từ cũng như sau 「ん」 thì dùng [ʥ], giữa từ thì dùng [ʑ]. Phụ âm của âm mượn 「ディ(di)」 và 「ズィ(zi)」 thì sử dụng là âm vòm hoá [dʲ] và [ʣʲ] hay [zʲ]. Phụ âm hi 「ひ」 ngheⓘthì có âm vòm cứng [ç] chứ không đọc là [h].
Ngoài ra, phụ âm ni 「に」 được phát âm thành âm vòm hoá [nʲ] nhưng cũng có người sử dụng âm mũi vòm cứng [ɲ]. Tương tự như vậy, ri 「り」 ngheⓘ có người sử dụng âm tắc vòm cứng, 「ち」 thì lại cũng có người sử dụng âm chẻ vòm cứng vô thanh c.
Bên cạnh đó, hàng ha 「は」 thì chỉ có phụ âm fu 「ふ」 ngheⓘ sử dụng âm sát đôi môi vô thanh [ɸ] còn các phụ âm còn lại của hàng ha biến hoá từ [p] → [ɸ] → [h]. Với âm mượn thì có người sử dụng là [f]. Ngoài ra, ở hàng ta 「た」 thì chỉ có phụ âm tsu 「つ」 ngheⓘ dùng là [ʦ] (giống với phụ âm "t" bật hơi của tiếng Anh). Các nguyên âm 「あ」「い」「え」「お」 theo sau những phụ âm này chủ yếu xuất hiện trong từ mượn, trở thành các chữ kana 「ァ」「ィ」「ェ」「ォ」 và viết thành 「ファ」「ツァ」 (「ツァ」 cũng dùng cho các trường hợp 「おとっつぁん」 hay 「ごっつぁん」). 「フィ」「ツィ」 thì xảy ra sự vòm hoá phụ âm. 「トゥ」「ドゥ」（[tɯ], [dɯ]） có người cố gắng phát âm gần với âm mượn [t], [tu], [du].
Âm được gọi là phụ âm đôi 「っ」 (ký hiệu âm tố là /Q/) cũng như âm gảy 「ん」 (/N/), theo khái niệm của âm vần luận, là một mora đặc biệt giống như trường âm được đề cập ở trên. Nói về âm thanh thực thì 「っ」 trở thành các phụ âm liên tục [-kk-], [-ss-], [-ɕɕ-], [-tt-], [-tʦ-], [-tʨ-], [-pp-]. Ngoài ra, 「ん」 thì tuỳ theo âm ở phía sau mà thành phụ âm [ɴ], [m], [n], [ŋ] (tuy nhiên, nếu ở phía trước nguyên âm thì thành nguyên âm mũi). Ví dụ nếu ở cuối câu thì nhiều người dùng là [ɴ].

### Trọng âm
Trọng âm của tiếng Nhật chủ yếu là trọng âm không đều. Trọng âm được xác định theo từ. Những trường hợp từ đồng âm có thể phân biệt nhờ sự khác nhau về trọng âm không ít. Ví dụ như trong phương ngữ Tokyo, ame (雨, "mưa") và ame (飴, "kẹo") thì được đọc tương ứng là 「a＼me」 (phần đầu đọc cao hơn) và 「a/me」 (kiểu âm bằng), được phát âm rõ ràng là khác nhau (từ lúc này trở đi, khi nói về âm thanh đi lên dùng /, âm bằng dùng ＼). Những chữ đều được phiên âm là hashi o 「端を」 (góc đường), 「箸を」 (đôi đũa), 「橋を」 (cây cầu) thì đọc tương ứng là 「ha/shio」「ha＼shio」「ha/shi＼o」.
Sự lên xuống của trọng âm nếu nói theo âm nhạc thì giống với sự lên xuống của âm giai. Nhiều nhà soạn nhạc trước đây, khi phổ nhạc cho thơ, đã dựa trên trọng âm của ngôn từ. Ví dụ như, nhạc sĩ Kousaku Yamada đã phổ nhạc cho câu Karatachi no hana ga sai tayo ("hoa cam ba lá đã nở") (phổ thơ 「からたちの花」 của Kitahara Hakushū) đã tận dụng lại trọng âm phát âm là 「ka/ratachi no ha/na＼ga sa/itayo」. Do đó, tránh cho ha/na＼ga (花が, hoa) bị hiểu nhầm thành "lỗ mũi" 「鼻が」 (ha/naga).
Mặc dù như vậy, không phải lúc nào khác trọng âm cũng là khác nghĩa nhau. Như kyō'iku (教育, "giáo dục") hay zaisei (財政, "tài chính") giọng Tokyo đọc là 「kyo/ーiku」 và 「za/iseー (za/isei)」, nhưng theo các nhà chuyên môn cũng thường được đọc là 「kyo＼ーiku」 và 「za＼iseー」. Ngoài ra, sự bằng hoá trọng âm dường như đang là xu hướng của thời đại, densha (電車, "xe điện") và eiga (映画, "phim") từ cách đọc 「de＼nsha」 và 「e＼ーga (e＼iga)」 đang dần trở thành 「de/nsha」 và 「e/ーga」. Tuy nhiên, ý nghĩa các từ không hề thay đổi.
Hana ga (花が, "hoa (thì)") ở Tokyo đọc là 「ha/na＼ga」, ở Kyoto đọc là 「ha＼naga」, cho nên trọng âm ở mỗi từ khác nhau tuỳ theo địa phương. Tuy nhiên, hệ thống trọng âm các địa phương với nhau không hoàn toàn là không hề tương ứng với nhau. Nhiều trường hợp có thể nhìn thấy sự đối ứng một cách có hệ thống. Ví dụ như, hana ga (花が), yama ga (山が, "núi (thì)") và ike ga (池が, "hồ (thì)") theo giọng Tokyo là 「ha/na＼ga」, 「ya/ma＼ga」, 「i/ke＼ga」, phát âm dạng lồi, còn ở Kyoto thì 「ha＼naga」, 「ya＼maga」 và 「i＼kega」 phát âm dạng phần đầu là âm cao. Theo đó, những từ nào ở địa phương này có cùng một kiểu trọng âm, thì ở địa phương khác, những từ đó cũng thuộc về cùng một kiểu trọng âm khác.
Sự thật là, trọng âm theo phương ngữ của Nhật Bản đều bắt nguồn từ một hệ thống ngôn ngữ có trọng âm hoàn toàn giống nhau trong quá khứ, nhưng sau đó dần dần tách ra và xuất hiện khác biệt. Shirō Hattori gọi nó là trọng âm của tiếng Nhật nguyên thủy, nhưng vấn đề tiếng Nhật nguyên thủy cụ thể ra sao thì có nhiều quan điểm. Ví dụ như Kazuharu Kindaichi và Otsumura Kazuo thì cho rằng trọng âm theo kiểu Kinh Phản (Keihan) của thời kỳ Viện Chính (Insei) (giọng kiểu sao chép tên (meigite)) là hệ thống cổ của trọng âm tiếng Nhật và, hầu hết mọi trọng âm của các phương ngữ hiện tại là kết quả sinh ra từ sau thời đại Nam Bắc Triều.
Hệ thống trọng âm ở miền Đông và miền Tây nói chung là khác nhau, nhưng nếu đi vào cụ thể, sự phân bố trọng âm phức tạp hơn. Ví dụ như, (quận) Aichi, Gifu, Nagano, Niigata về phía đông nói chung có giọng Tokyo, địa phương Kinki (khu vực xung quanh Osaka, Kyoto, Nara), Shikoku v.v. thì có giọng Keihan, xa về phía tây vùng Chūgoku, đến vùng Kyūshū, lại xuất hiện giọng Tokyo. Nói cách khác, giọng Keihan đóng vai trò quan trọng trong khu vực Kinki lại có xen kiểu Tokyo. Hơn nữa, một khu vực gồm một phần của vùng Kyūshū có kiểu trọng âm một hình thức được phát âm với trọng âm như nhau và khu vực từ phía Bắc Kantō (miền Đông) đến phía Nam Tōhoku (Đông Bắc), thì có thể nhận ra kiểu không có trọng âm, các âm đọc theo quy tắc không có âm cao. Một lần nữa, tồn tại những hệ thống trung gian, khác biệt hoàn toàn với đa số các hệ thống khác.
Chi tiết, có các hệ thống trọng âm sau:
- Trọng âm kiểu Keihan (Kinh Phản)
- Trọng âm kiểu Tokyo
- Trọng âm 2 hình thức
- Trọng âm 1 hình thức
- Không có trọng âm

## Tiền tại địa vị
Tiếng Nhật hiện đại sử dụng phổ biến kanji (漢字 - chữ Hán) với kana - bao gồm hiragana (ひらがな) và katakana (カタカナ), được viết dựa trên Hán tự thông dụng - Chính tả kana hiện đại. Số Ả rập và Romaji (ký tự latinh) cũng được sử dụng khi cần thiết. Về cách đọc của Hán tự thì có cách đọc theo kiểu onyomi (Hán-Nhật) và cách đọc kunyomi (thuần Nhật), tuỳ theo thói quen mà sử dụng cách đọc nào là hợp lý. Không có phép chính tả chính xác một cách chặt chẽ và những tranh luận về việc có nên quy định một phép chính tả chính xác cùng với sự phản đối nó dần dần không còn được nhắc đến nữa.
Hệ thống kana được phát triển để mô tả từ vựng ở vị trí trung tâm văn hoá. Do đó, kana luôn luôn phù hợp để viết ra hệ thống âm vị của phương ngữ khác.

### Phân loại chữ viết
Hiragana - Katakana hiện nay có 46 chữ được sử dụng

Bảng chữ cái của tiếng Nhật, được viết bằng Hiragana, Katakana và Rōmaji. Bên trái là phần đơn âm (gồm 48 chữ, gồm cả hai chữ hiếm là wi và we), bên phải là Youon nghĩa là âm kép (gồm 21 chữ).

Trong số này, có chữ kana biểu thị âm kêu và âm nửa kêu bằng cách gắn 「゛」 (dấu âm kêu) và 「゜」 (dấu âm nửa kêu) (tham khảo phần Âm vị). Nguyên âm đôi được biểu thị đi kèm với 「ゃ」「ゅ」「ょ」 viết bằng chữ nhỏ và, xúc âm được viết bằng chữ 「っ」 viết nhỏ. Còn những chữ như 「つぁ」「ファ」, có âm đọc được thể hiện đi kèm với 「ぁ」「ぃ」「ぅ」「ぇ」「ぉ」 chữ nhỏ. Theo cách viết kana cổ, khác với ở trên, tồn tại những chữ như 「ゐ」「ゑ」 trong Hiragana và 「ヰ」「ヱ」 trong Katakana. Cũng có 「ー」 để biểu thị trường âm như ký hiệu bổ trợ.
Hán tự có 1945 chữ Hán tự thông dụng, trong đó 1006 chữ được quy định là Hán tự được dạy cho học sinh phổ thông nhưng tại nơi công cộng thì, ngoại trừ Hán tự dùng cho tên người, có khoảng 2000 đến 3000 chữ Hán đang được sử dụng. Với bảng Chữ thông dụng của Hán ngữ hiện đại của Trung Quốc có 2500 chữ thông dụng và 1000 chữ gọi là Chữ thông dụng kế tiếp, do đó có thể nói rằng không có khoảng cách giữa số Hán tự được sử dụng thường xuyên hàng ngày của tiếng Nhật và tiếng Trung.
Ở trong câu nói chung, ngoài việc viết pha trộn các Hán tự - Hiragana - Katakana như ở trên, Romaji - Số Ả Rập cũng được sử dụng cùng lúc khi cần thiết. Một cách cơ bản, đa số dùng Hán tự cho Hán ngữ, với phần biểu thị khái niệm chung của Hoà ngữ (như danh từ và gốc từ biến cách) thì dùng Hán tự, với yếu tố hình thức (như trợ từ - trợ động từ) và một phần của phó từ - từ nối thì dùng hiragana, Ngoại lai ngữ (trừ Hán ngữ) thì sử dụng katakana. Theo tài liệu chính thức thì cũng có trường hợp quy định chữ viết cụ thể, người dân bình thường cũng dùng theo theo cách đó. Tuy nhiên, không có phép chính tả chính xác chặt chẽ và sự linh động về chữ viết đang được chấp nhận rộng rãi. Tuỳ theo loại văn chương và mục đích mà có các cách viết sau:
- さくらのはながさく
- サクラの花が咲く
- 桜の花が咲く

- sakura no hana ga saku ("Hoa anh đào nở")

Lợi ích của việc viết trộn lẫn hệ thống chữ viết một cách đa dạng là ở chỗ từng khối từ được nắm bắt dễ dàng và rất có lợi để đọc nhanh. Từ đồng âm dị nghĩa bắt nguồn từ cấu tạo âm tiết đơn thuần của tiếng Nhật được phân biệt bằng Hán tự, số chữ có được cũng được rút ngắn, đó cũng là một lợi ích. Theo lịch sử, đã từng có chủ trương huỷ bỏ Hán tự cũng như Quốc tự hoá (kana hoá) Rōmaji nhưng không thể thực hiện rộng rãi. Ngày nay kiểu viết trộn lẫn Hán tự - Hiragana - Katakana đang được thừa nhận rộng rãi như kiểu chữ viết chuẩn.

### Phương ngữ và chữ viết
Hệ thống chữ viết của tiếng Nhật đã phát triển để cho cách viết thống nhất nhưng không phải lúc nào cũng thích hợp để diễn tả âm vị của phương ngữ. Ví dụ, ở khu vực Tohoku (Đông Bắc) thì việc phát âm theo chữ kaki (柿, "quả hồng vàng") đọc là [kagɨ], kagi (鍵, "chìa khoá") đọc là [kãŋɨ], nhưng viết hai chữ này bằng kana thông thường sẽ là thì sẽ không phân biệt được (theo từ điển trọng âm nếu viết theo cách tương tự với chính tả sử dụng, sẽ trở thành 「カギ」 và 「カンキ゚」). Dù vậy, phương ngữ ít sử dụng ngôn ngữ viết, do đó trên thực tế ít gặp phải sự bất tiện.
Nói về phương ngữ Kesen tỉnh Iwate (tiếng Kesen), theo Harutsugu Yamaura, đã có những thử nghiệm về phép chính tả đúng dựa trên hình thức ngữ pháp. Nhưng đó chỉ là những thử nghiệm mang tính học thuật chứ không được sử dụng thực tế.
Hệ thống chữ viết của tiếng Ryūkyū đang được dùng cũng tương ứng với cách dùng của tiếng Nhật. Ví dụ, bài thơ tensago no hana của Ruka (còn được viết là てぃんさぐぬ花) theo cách viết truyền thống sẽ được viết như sau
てんさごの花や 爪先に染めて 親の寄せごとや 肝に染めれ
Theo cách viết này thì, ví dụ, hai loại nguyên âm (u và ʔu) của tiếng Ryūkyū không có cách viết tương ứng. Nếu viết theo ngữ âm, có chỗ viết giống như [tiɴʃagunu hanaja ʦimiʣaʧiɲi sumiti, ʔujanu juʃigutuja ʧimuɲi sumiri].
Mặt chữ của cách viết Hán tự có những chữ riêng biệt chỉ tồn tại ở một số địa phương. Ví dụ, chữ 「杁」 trong một địa danh của thành phố Nagoya Irinaka 「杁中」, đó là "văn tự khu vực" của địa phương chỉ có ở Nagoya. Ngoài ra, 「垰」 được đọc với chữ kana là tao hay tawa, cũng là một chữ khác chỉ có ở vùng Chūgoku.

### Kiểu viết
Tiếng Nhật có 2 kiểu viết: viết dọc - "tategaki" (縦書き - tung thư) và viết ngang - "yokogaki" (横書き - hoành thư).
Kiểu viết dọc tategaki là kiểu viết truyền thống theo chữ Hán, viết và đọc từ trên xuống, hàng tính từ phải sang trái. Kiểu viết này đôi khi cũng được dùng trong tiếng Trung và tiếng Hàn, trong truyện đọc, truyện tranh, thư từ.
Ví dụ điển hình nhất cho kiểu viết dọc tategaki trong đời sống hiện nay là tất cả các bộ truyện tranh Nhật Bản hiện đang phát hành có bản quyền ở Việt Nam đều phải đọc từ phải sang trái, nguyên nhân do các tác giả Nhật Bản đều sử dụng kiểu tategaki khi vẽ và viết lời thoại. Tiếng Việt ở Việt Nam hiện tại dùng chữ Quốc Ngữ thuộc ký tự Latin của phương Tây và không còn dùng phổ biến chữ Hán - chữ Nôm, và người Việt Nam vì đứt gãy văn hoá cổ xưa nên cách viết này đã dần bị lãng quên (Ở Việt Nam chỉ có thể thấy kiểu viết này ở các di tích lịch sử phong kiến như Bia tiến sĩ ở Văn Miếu - Quốc Tử Giám, thể hiện rằng người Việt ở thời phong kiến đọc từ phải sang trái, và ở thời hiện tại là đọc từ trái sang phải là ngược với truyền thống, nhưng đa số người Việt hiện nay không biết điều này).
Kiểu viết ngang yokogaki theo giống chữ Latin, viết và đọc từ trái sang phải, hàng tính từ trên xuống dưới, thường dùng trong văn bản hành chính.
Ví dụ như viết câu "Nihongo no benkyou wa muzukashii kedo omoshiroi yo." (Việc học tiếng Nhật khó nhưng rất thú vị đó.) ở dưới:
| yokogaki (横書き) | 日本語の勉強は 難しいけど 面白いよ。 |
| tategaki (縦書き) | 日本語の勉強は 難しいけど 面白いよ。 |

## Bộ gõ tiếng Nhật
Các bộ gõ tiếng Nhật luôn được tích hợp sẵn trong các hệ điều hành máy tính (Windows, MacOS,Linux) và điện thoại di động có giao diện sử dụng tiếng Nhật.
Đối với máy tính, có hai kiểu gõ là qua romaji và qua kana. Do người lớn tuổi hay những người ở vùng sâu xa ít tiếp xúc với romaji hay ít hiểu rõ về cách chuyển tự phiên âm romaji sang tiếng Nhật, nhiều hãng điện tử cũng sản xuất riêng các laptop hay các bàn phím riêng cho người Nhật, với sự thay đổi so với bàn phím gốc ở điểm sẽ in thêm các ký tự kana lên các phím (thường là hiragana). Do số lượng kana lên tới gần 50 ký tự nên phải in lên cả phím số và phím dấu câu. Khi gõ thì màn hình cũng hiện các từ bằng kanji hay katakana tương ứng và người gõ dùng phím cách để chọn từ. Hệ thông gõ chữ romaji có một vấn đề là hai chữ ず và づ có cùng phát âm 'zu' cho nên づ được gõ bằng 'du' thay 'zu'. Còn cặp chữ khác cũng có vấn đề này là じ và ぢ (cả có phát âm 'ji'); cho じ gõ 'ji' và ぢ gõ 'di'.
Đối với điện thoại thì người Nhật hay sử dụng bàn phím số T9, với các phím số lần lượt từ 1 đến 9 và 0 được tích hợp kana theo hàng a-ka-sa-ta-na-ha-ma-ya-ra-wa (hàng wa cũng chứa ký tự を "o", ん "n" và dấu ngang ー trường âm của katakana). Bấm liên tục một phím sẽ cho ra các kana lần lượt theo cột a-i-u-e-o. Phím * dùng để đổi các kana ban đầu sang hàng của âm đục (ga-za-da-ba), âm bán đục (pa), âm ngắt (tsu nhỏ), ảo âm (ya-yu-yo nhỏ cho các âm thuộc hàng kya, sha, gya, ja, nya, bya, pya, mya, rya hay các chữ a-i-u-e-o nhỏ cho các âm hàng "fa", các âm "ti","di" và "tu","du" trong katakana để phiêm âm từ ngoại lai). Phím # dùng để viết dấu câu (bao gồm cả dấu cách, nhưng tiếng Nhật ít khi sử dụng). Khi bấm thì màn hình cũng hiện các từ bằng kanji hay katakana tương ứng, người viết dùng phím điều hướng để chọn. Bàn phím số T9 là bàn phím sử dụng phổ biến nhất trên di động ở Nhật Bản bởi bàn phím Qwerty trên điện thoại thường quá bé để chứa đủ các ký tự kana, cũng như người Nhật họ đương nhiên nhìn kana mà gõ tiếng Nhật quen hơn so với nhìn romaji. Chính vì vậy mà điện thoại gập và điện thoại cơ bản ở Nhật vẫn được sử dụng phổ biến. Hiện nay trên các smartphone cảm ứng thì bàn phím T9 còn có kiểu chọn kana qua cách quẹt phím theo 4 hướng trái-trên-phải-dưới của hàng tương ứng để chọn các chữ của cột i-u-e-o. Nó tiện hơn hẳn so với cách bấm liên tục khi bạn muốn viết nhanh các chữ cùng hàng (như はは(母) haha - "mẹ", かきかた(書き方) kakikata - "cách viết") mà không phải chờ 1 giây để máy xác nhận chữ, cũng như muốn bấm ngay chữ ở cột i-u-e-o (ví dụ như おととい ototoi - "hôm kia"; theo kiểu cũ bạn phải bấm năm lần phím 1 (hàng a cột o ra chữ お), năm lần phím 4 (hàng ta cột o ra chữ と) và chờ nhận chữ, năm lần phím 4 tiếp và 2 lần phím 1 (hàng a cột i ra chữ い); còn theo kiểu mới thì bạn chỉ cần quẹt xuống phím 1 ra お; quẹt xuống phím 4 hai lần ra とと và quẹt trái phím 1 ra い là xong).

## Hệ thống từ vựng
Hệ thống từ vựng Nhật Bản khá phong phú, đa dạng. Trong Daijiten (Đại từ điển) do Nhà xuất bản Heibon xuất bản có khoảng 700.000 từ. Từ điển Kokugo jiten (Quốc ngữ từ điển) của Nhà xuất bản Iwanami có 57.000 từ.

### Đại từ nhân xưng
Sự đa dạng của từ vựng mô tả con người trong tiếng Nhật thì rất đáng chú ý. Ví dụ như, ở mục watashi (わたし, "tôi") của Đại từ điển đồng âm liệt kê 「わたし(watashi)・わたくし(watakushi)・あたし(atashi)・あたくし(atakushi)・あたい(atai)・わし(washi)・わい(wai)・わて(wate)・我が輩(wagahai)・僕(boku)・おれ(ore)・おれ様(oresama)・おいら(oira)・わっし(wasshi)・こちとら(kochitora)・自分(jibun)・てまえ(temae)・小生(shousei)・それがし(soregashi)・拙者(sessha)・おら(ora)」, mục từ anata (あなた, "bạn") thì có 「あなた(anata)・あんた(anta)・きみ(kimi)・おまえ(omae)・おめえ(omee)・おまえさん(omaesan)・てめえ(temee)・貴様(kisama)・おのれ(onore)・われ(ware)・お宅(otaku)・なんじ(anji)・おぬし(onushi)・その方(sonokata)・貴君(kikun)・貴兄(kikei)・貴下(kika)・足下(sokka)・貴公(kikou)・貴女(kijo)・貴殿(kiden)・貴方（kihou）」.
Sự thật ở trên là, nếu như so sánh với việc hầu như chỉ có "I" và "you" để chỉ đại từ nhân xưng ngôi thứ nhất và ngôi thứ hai trong tiếng Anh hiện đại, hay đại từ nhân xưng ngôi thứ nhất của tiếng Pháp là "je", đại từ nhân xưng ngôi thứ hai là "tu" "vous", có thể thấy được sự khác biệt. Mặc dù vậy, thậm chí trong tiếng Nhật, nếu xét đến đại từ nhân xưng cần thiết, thì ngôi thứ nhất chỉ cần wa(re) hay a(re), và ngôi thứ hai là na(re). Những từ được dùng với vai trò đại từ nhân xưng ngôi thứ nhất và thứ hai ngày nay phần lớn là sự thay đổi từ danh từ chung.
Hơn nữa, từ quan điểm thể hiện sự kính trọng, đối với cấp trên thì việc sử dụng đại từ nhân xưng ngôi thứ hai có xu hướng lược bỏ. Ví dụ, thay vì hỏi anata wa nanji ni dekakemasuka ("mấy giờ ngài đi"), thông thường sẽ được nói nanji ni irasshaimasuka.

### Phân loại từ vựng
Nếu phân chia theo nguồn gốc sinh ra từ vựng tiếng Nhật, ta có được nhiều nhóm bao gồm wago (和語, "hoà ngữ"), kango (漢語, "hán ngữ"), gairaigo (外来語, "ngoại lai ngữ"), cũng như một loại từ vựng pha trộn các kiểu trên với nhau gọi là konshugo (混種語, "hỗn chủng ngữ"). Cách phân loại của từ theo nguồn gốc như vậy gọi là goshu (語種, "ngữ chủng"). Hoà ngữ là bộ từ vựng Yamato (大和言葉, "Đại Hoà ngôn diệp - từ vựng Đại Hoà") có từ xưa của Nhật Bản, Hán ngữ (từ Hán) là những từ vựng sử dụng âm Hán tự du nhập từ Trung Quốc, Ngoại lai ngữ (từ nước ngoài) là từ vựng được du nhập từ các ngôn ngữ khác ngoài Trung Quốc. Mặc dù vậy, từ ume (ウメ, "mận"), ví dụ, có khả năng là từ mượn từ tiếng Trung Quốc nguyên thủy nên không phải Hoà ngữ, cho thấy biên giới của Ngữ chủng đến nay vẫn chưa rõ ràng.
Hoà ngữ chiếm một phần hạt nhân của từ vựng tiếng Nhật. Những từ vựng cơ sở như kore (これ, "cái này"), sore (それ, "cái kia", kyō (きょう, "hôm nay"), asu (あす, "ngày mai"), watashi (わたし, "tôi"), anata (あなた, "bạn" ngôi thứ hai), iku (行く, "đi"), kuru (来る, "đến"), yoi (良い, "tốt"), warui (悪い, "xấu") hầu hết là Hoà ngữ. Ngoài ra, các trợ từ như te「て」, ni「に」, wo 「を」, wa 「は」 và đại bộ phận trợ động từ và các từ phụ thuộc cần thiết để tạo thành câu đều là Hoà ngữ.
Mặt khác, Hán ngữ và Ngoại lai ngữ được dùng nhiều để biểu thị khái niệm trừu tượng và khái niệm mới sinh ra từ sự phát triển của xã hội. Cũng có những tên sự vật nguyên thủy là Hoà ngữ thì đã chuyển sang Hán ngữ và Ngoại lai ngữ. Meshi (めし, "bữa ăn" hay "cơm") chuyển thành gohan (御飯) hay raisu (ライス); yadoya (やどや, "nhà nghỉ") thành ryokan (旅館) hay hoteru (ホテル) là những ví dụ tiêu biểu cho sự thay đổi này. Đối với những từ đồng nghĩa nhưng thay đổi Ngữ chủng như vậy, có một sự khác biệt nhỏ về ý nghĩa - sắc thái, cụ thể là Hoà ngữ thì tạo ấn tượng đơn giản, suồng sã, Hán ngữ thường tạo ra ấn tượng chính thức, lễ nghi, còn Ngoại lai ngữ thì mang ấn tượng hiện đại.
Một cách tổng quát, có thể nói nghĩa của Hoà ngữ thì rộng, còn nghĩa của Hán ngữ thì hẹp. Một ví dụ, chỉ có một từ Hoà ngữ là shizumu (しづむ) hay shizumeru (しずめる) có nghĩa là "kìm nén", tương ứng với nhiều thành phần từ ghép của hán ngữ như 「沈」「鎮」「静」. Ý nghĩa đa dạng về cách hiểu của shizumu chỉ có thể phân biệt được khi viết xuống sử dụng Hán tự, và có thể là một trong các chữ 「沈む」「鎮む」「静む」. Ý nghĩa biểu thị của Hán ngữ được ghép lại từ hơn hai chữ có tính phân tích, tức là nghĩa của nó có thể suy đoán từ nghĩa của từng từ. Ví dụ, chữ jaku (弱, "nhược") khi ghép với các chữ sei (脆, "thuý", "dễ vỡ"), hin (貧, "bần", "nghèo"), nan (軟, "nhuyễn", "mềm, ủ rũ"), haku (薄, "bạc", "ốm yếu"), tạo thành từ vựng có tính phân tích - giải thích như zeijaku (脆弱, "dễ vỡ"), hinjaku (貧弱, "nghèo", "xơ xác"), nanjaku (軟弱, "ốm yếu"), hakujaku (薄弱, "yếu đuối").
Hán ngữ, với những từ như gakumon (学問, "học vấn"), sekai (世界, "thế giới), hakasei (博士, "bác sĩ"), là những từ vựng được du nhập từ Trung Quốc trước đây, chiếm đại bộ phận từ vựng tiếng Nhật, nhưng từ xa xưa đã có nhiều từ Hán ngữ do người Nhật tạo ra (waseikango, 和製漢語, "Hoà chế Hán ngữ"). Ngay cả ngôn ngữ hiện đại như kokuritsu (国立, "quốc lập"), kaisatsu (改札, "soát vé"), chakuseki (着席, "chỗ ngồi"), kyoshiki (挙式, "tổ chức buổi lễ") hay sokutō (即答, "trả lời ngay") cũng dùng nhiều Hoà chế Hán ngữ.
Ngoại lai ngữ ngoài những từ đang được sử dụng với ý nghĩa gốc của nó, thì trong tiếng Nhật, việc có sự thay đổi ý nghĩa gốc của từ là không ít. "Claim" trong tiếng Anh có nghĩa là "đòi hỏi quyền lợi tự nhiên", còn trong tiếng Nhật kurēmu 「クレーム」 mang nghĩa là "than phiền". Tiếng Anh, "lunch" có nghĩa là "bữa ăn trưa", thì ranchi 「ランチ」 trong nghĩa tiếng Nhật khi nhắc đến ăn uống thì có nghĩa là một kiểu ăn ("tiệc trưa").
Sự kết hợp các Ngoại lai ngữ như aisu kyandē 
「アイスキャンデー」 ("ice" + "candy", "kem cây") hay saido mirā 「サイドミラー」 ("side" + "mirror", "kính chắn gió"), tēburu supīchi 「テーブルスピーチ」 ("table" + "speech", "cuộc chuyện trò sau bữa ăn tối") được sáng tạo ra từ nghĩa gốc tiếng Nhật. Ngoài ra, cũng có sự sáng tạo những từ mà dạng từ liên quan không hề là từ nước ngoài như naitā 「ナイター」 ("trò chơi dưới ánh đèn", chuyển tự nighter), panerā 「パネラー」 ("người trả lời trong các chương trình trò chơi dạng hỏi đáp trên ti vi", chuyển tự paneler), purezentētā 「プレゼンテーター」 ("người diễn thuyết", chuyển tự presentator). Thuật ngữ chung để gọi dạng từ này là waseiyōgo (和製洋語, "tiếng Nhật tạo ra từ thành phần tiếng nước ngoài"), nếu từ tiếng Anh thì đặc biệt gọi là waseieigo (和製英語, "tiếng Nhật tạo ra từ thành phần tiếng Anh").

## Ngữ pháp

### Cấu trúc câu
Trật tự từ tiếng Nhật cơ bản là Chủ ngữ - Tân ngữ - Động từ. Sự liên kết Chủ ngữ, Tân ngữ hay các yếu tố ngữ pháp khác thường được đánh dấu bằng trợ từ joshi (助詞) hay teniwoha (てにをは) làm hậu tố cho các từ mà nó bổ nghĩa, do đó các trợ từ này được gọi là các hậu vị từ.
Cấu trúc câu cơ bản là chủ đề-bổ đề. Ví dụ, Kochira-wa Tanaka-san desu. (こちらは田中さんです) Kochira ("đây") là chủ đề của câu, được chỉ ra bởi trợ từ -wa. Động từ là desu, một hệ động từ, thường được dịch là "là" hoặc "nó là" (dù có nhiều động từ có thể dịch nghĩa "là"). Cụm từ Tanaka-san desu là bổ đề. Câu này có thể dịch một cách đại khái là "Người này, (đó) là Ông/Bà/Cô Tanaka". Do đó tiếng Nhật, giống như tiếng Trung, tiếng Hàn, tiếng Việt, và nhiều ngôn ngữ châu Á khác, thường được gọi là ngôn ngữ nổi bật chủ đề, điều này có nghĩa nó có một xu hướng biểu thị chủ đề tách biệt khỏi chủ ngữ và chúng không trùng khớp nhau. Câu Zō-wa hana-ga nagai (desu)　(象は鼻が長いです) tạm dịch thô là, "Còn về con voi, mũi (của nó) thì dài". Chủ đề zō "con voi", và chủ ngữ là hana "mũi".
Tiếng Nhật là một ngôn ngữ lược bỏ đại từ, có nghĩa là chủ ngữ hay tân ngữ của một câu không cần phải được nêu ra nếu nó là hiển nhiên trong ngữ cảnh đó. Ngoài ra, người ta thường cảm thấy, đặc biệt trong văn nói tiếng Nhật, câu càng ngắn càng hay. Kết quả của sự dễ dãi và xu hướng giản lược của ngữ pháp là người nói tiếng Nhật có xu hướng loại bỏ các từ ra khỏi câu một cách tự nhiên chứ không dùng đại từ. Trong ngữ cảnh của ví dụ trên, hana-ga nagai sẽ có nghĩa là "mũi [của chúng] thì dài," còn nagai đứng một mình sẽ là "[chúng] thì dài". Một động từ đơn cũng có thể là một câu hoàn chỉnh: Yatta! "[Tôi / Chúng ta /Họ/ ...vv] đã làm [điều đó]!". Ngoài ra, do các tính từ có thể tạo thành vị ngữ trong một câu tiếng Nhật, một tính từ đơn có thể là một câu hoàn chỉnh: Urayamashii! "[Tôi] ghen tị [về điều đó]!".
Trong khi ngôn ngữ này có một số từ thường được dịch như đại từ, chúng lại không được dùng thường xuyên như các đại từ ở một vài ngôn ngữ Ấn-Âu, và có chức năng khác hẳn. Thay cho đại từ, tiếng Nhật thường dựa trên các hình thức động từ và trợ động từ đặc biệt để chỉ ra đối tượng nhận hành động: "hướng vào" để chỉ nhóm ngoài làm lợi cho nhóm trong; và "hướng ra" để chỉ nhóm trong làm lợi cho nhóm ngoài. Ở đây, những nhóm trong bao gồm người nói còn nhóm ngoài thì ngược lại, và ranh giới của chúng thì phụ thuộc vào ngữ cảnh. Ví dụ, oshiete moratta (có nghĩa, "giải thích" với người được hưởng hành động là nhóm trong) nghĩa là "[ông ta/bà ta/họ] đã giải thích cho [tôi/chúng tôi]". Tương tự như thế, oshiete ageta (có nghĩa, "giải thích" với người được hưởng hành động là nhóm ngoài) nghĩa là "[Tôi/chúng tôi] đã giải thích [việc đó] cho [anh ta/cô ta/họ]". Do đó, những trợ động từ "có lợi" có chức năng tương tự với các đại từ và giới từ trong các ngôn ngữ Ấn-Âu để chỉ ra người thực hiện hành động và người tiếp nhận hành động.
"Giới từ" trong tiếng Nhật cũng có chức năng khác biệt với phần lớn các đại từ của các ngôn ngữ Ấn-Âu hiện đại (và giống với các danh từ hơn) ở chỗ chúng có thể có bổ từ như danh từ. Ví dụ, chúng ta không thể nói như sau trong tiếng Anh:
*The amazed he ran down the street. (không đúng ngữ pháp)
Nhưng ta có thể về cơ bản nói đúng ngữ pháp câu tương tự trong tiếng Nhật:
Odoroita kare-wa michi-wo hashitte itta. (đúng ngữ pháp)
Điều này một phần là do các từ này tiến triển từ các danh từ thông thường, như kimi "bạn (tớ), em" (từ 君 "quân", "ngài"), anata "bạn, anh, chị..." (từ あなた "phía đó, đằng kia"), và boku "Tôi, tao, tớ..." (từ 僕 "thị, bầy tôi"). Đây là lý do tại sao các nhà ngôn ngữ học không xếp "đại từ" tiếng Nhật vào nhóm đại từ, mà phân vào danh từ tham chiếu. Những đại từ nhân xưng tiếng Nhật thường chỉ được dùng trong các tình huống yêu cầu nhấn mạnh đặc biệt như ai đang làm gì đối với ai.
Việc lựa chọn từ để sử dụng làm đại từ tương ứng với giới tính của người nói và tình huống xã hội khi đang nói chuyện: nam giới và nữ giới dùng đại từ nhân xưng ngôi thứ nhất giống nhau, thường gọi mình là watashi (私 "tư") hay watakushi (cũng 私), còn nam giới trong các hội thoại suồng sã thường sử dụng từ ore (俺 "chính mình", "chính tao") hay boku nhiều hơn. Tương tự, các từ khác như anata, kimi, và omae (お前, hay chính thức hơn là 御前 "ngự tiền, người trước tôi") có thể được sử dụng nói đến người nghe tuỳ thuộc vào địa vị xã hội và mức độ thân mật giữa người nói với người nghe. Khi được sử dụng trong các mối quan hệ xã hội khác, cùng một từ đó có thể có các ý nghĩa tích cực (thân mật hoặc tôn kính) hoặc tiêu cực (không thân mật hoặc bất kính).
Người Nhật thường sử dụng tước vị của người được đề cập mà trong trường hợp đó tiếng Anh sẽ dùng các đại từ. Ví dụ, khi nói về thầy giáo của mình, gọi sensei (先生, "tiên sinh") là cách dùng đúng, còn sử dụng anata là không thích hợp. Điều này là do anata được sử dụng để đề cập những người có địa vị bằng hoặc thấp hơn, và thầy của mình thì có địa vị cao hơn.
Đối với nhiều người nói tiếng Anh, việc đưa watashi-wa hoặc anata-wa vào đầu câu tiếng Nhật là điều thường xảy ra. Dù các câu này về mặt ngữ pháp là đúng nhưng chúng lại nghe có vẻ kỳ cục ngay cả trong hoàn cảnh chính thức. Điều này gần tương tự với việc sử dụng lặp đi lặp lại một danh từ trong tiếng Anh, khi một đại từ đã là đủ: "John sắp đến, vì thế hãy đảm bảo là bạn chuẩn bị cho John một cái bánh sandwich vì John thích bánh sandwich. Mình hy vọng John thích cái váy mình đang mặc..."

### Biến tố và chia động từ
Tiếng Nhật không có số nhiều số ít hay giống. Danh từ hon (本) có thể là một hay nhiều quyển sách; hito (人) có thể có nghĩa "một người" hay "nhiều người"; và ki (木) có thể là "một cây" hay "những cây". Nếu số lượng là quan trọng thì nó có thể được chỉ rõ bằng cách thêm số lượng (thường bằng một từ đếm) hoặc (hiếm khi) bằng cách bổ sung một hậu tố. Những từ dùng cho người thường được hiểu là số ít. Do đó Tanaka-san thường có nghĩa Ông/Bà/Cô Tanaka. Có thể tạo ra các từ nhắc đến nhiều người và nhiều con bằng cách thêm một hậu tố tập hợp để chỉ một nhóm các cá nhân (một hậu tố danh từ dùng để chỉ một nhóm), như -tachi, nhưng đây không phải là một số nhiều thực sự: nghĩa của nó thì gần giống "và người/vật đi cùng". Một nhóm được miêu tả là Tanaka-san-tachi có thể bao gồm những người không có tên là Tanaka. Vài danh từ tiếng Nhật trên thực tế là số nhiều, như hitobito "những người" và wareware "chúng tôi", còn từ tomodachi "bạn bè" thì được xem là số ít dù có hình thức số nhiều.
Động từ được chia để thể hiện thì, có hai thì: quá khứ và hiện tại, hay phi-quá khứ được dùng để chỉ cả hiện tại lẫn tương lai. Đối với các động từ miêu tả một quá trình đang xảy ra, hình thức -te iru chỉ thì tiếp diễn. Đối với các động từ khác miêu tả sự thay đổi trạng thái, hình thức -te iru chỉ một thì hoàn thành. Ví dụ kite iru có nghĩa "Anh ta đã đến (và vẫn đang ở đây)", nhưng tabete iru có nghĩa "Anh ta đang ăn".
Câu hỏi (cả với một đại từ nghi vấn và câu hỏi có/không) có cấu trúc như các câu khẳng định nhưng ngữ điệu lên giọng ở cuối câu. Trong cách nói chính quy, trợ từ nghi vấn -ka được thêm vào. Ví dụ, Ii desu "tốt" trở thành Ii desu-ka "có tốt không?". Trong lối diễn đạt thân mật, đôi khi trợ từ -no được thêm vào thay vì "ka" để biểu thị một sự quan tâm cá nhân của người nói: Dōshite konai-no? "Sao (mày) lại không đến?". Một vài câu hỏi được tạo ra chỉ đơn giản bằng cách đề cập chủ đề với một ngữ điệu nghi vấn để tạo ra sự chú ý của người nghe: Kore-wa? "(Thế còn) điều này?"; Namae-wa? "Tên (của bạn là gì)?".
Thể phủ định được tạo bằng cách biến cách động từ. Ví dụ, Pan-wo taberu "Tôi sẽ ăn bánh mỳ" hoặc "Tôi ăn bánh mỳ" trở thành Pan-wo tabenai "Tôi sẽ không ăn bánh mỳ" hoặc "Tôi không ăn bánh mỳ".
Hình thức động từ dạng -te được sử dụng cho nhiều mục đích khác nhau: hoặc là tiếp diễn hoặc là hoàn thành (xem ở trên); các động từ kết hợp theo thứ tự thời gian (Asagohan-wo tabete sugu dekakeru "Tôi sẽ ăn bữa sáng và ra đi ngay"), các mệnh lệnh đơn giản, bày tỏ điều kiện và sự cho phép (Dekakete-mo ii? "Tôi ra ngoài được không?"), v.v.
Từ da (suồng sã), desu (lịch sự) là hệ động từ. Nó gần tương tự với từ là, thì, ở trong tiếng Anh nhưng thường có vai trò khác nữa, đó là một từ đánh dấu thì khi động từ được chia ở thì quá khứ datta (suồng sã), deshita (lịch sự). Điều này được sử dụng bởi vì chỉ có hình dung từ và động từ là có thể mang thì trong tiếng Nhật. Hai động từ thông dụng khác được sử dụng để chỉ tình trạng hay thuộc tính, trong một vài ngữ cảnh: aru (phủ định là nai) đối với những vật vô tri giác và iru (phủ định là inai) cho những đồ vật có tri giác. Ví dụ, Neko ga iru "Có một con mèo", Ii kangae-ga nai "[Tôi] không có một ý tưởng hay".
Động từ "làm" (suru, dạng lịch sự shimasu) thường được sử dụng để tạo ra danh động từ (ryōri suru "nấu ăn", benkyō suru "học hành", vv.) và tỏ ra hữu ích trong việc tạo ra các từ lóng hiện đại. Tiếng Nhật cũng có một số lượng lớn các động từ phức để diễn đạt các khái niệm mà tiếng Anh dùng động từ và giới từ để diễn đạt (ví dụ tobidasu "bay đi, chạy trốn," từ tobu "bay, nhảy" + dasu "đuổi ra, thoát ra").
Có ba kiểu tính từ (xem thêm tính từ tiếng Nhật), tính từ bổ nghĩa cho danh từ sẽ đứng trước danh từ:
1. 形容詞 keiyōshi (hình dung từ), hay các tính từ đuôi i (kết thúc bằng i) (như atsui, "nóng") có thể biến đổi sang thì quá khứ (atsukatta - "nó đã nóng"), hay phủ định (atsuku nai - "[nó] không nóng"). Lưu ý rằng nai cũng là một tính từ đuôi i, có thể trở thành quá khứ (atsuku nakatta - [nó] đã không nóng).
暑い日 atsui hi "một ngày nóng".
2. 形容動詞 keiyōdōshi (hình dung động từ), hay các tính từ đuôi na, được theo sau bởi một dạng hệ động từ, thường là na. Ví dụ hen (lạ)
変な人  hen na hito "một người lạ".
3. 連体詞 rentaishi (liên thể từ), cũng gọi là các tính từ thực, như ano "kia"
あの山 ano yama "núi kia".

Cả keiyōshi và keiyōdōshi có thể làm vị ngữ cho câu. Ví dụ,
ご飯が熱い。 Gohan-ga atsui. "Cơm nóng."
彼は変だ。Kare-wa hen da. "Ông ta lạ."
Cả hai biến cách, dù chúng không chỉ ra tất cả các cách chia, đều có thể tìm thấy trong các động từ thực.
Rentaishi trong tiếng Nhật hiện đại rất ít và không giống như những từ khác, chúng bị giới hạn trong các danh từ bổ nghĩa trực tiếp. Chúng không bao giờ làm vị ngữ cho câu. Các đơn cử bao gồm ookina "lớn", kono "này", iwayuru "cái gọi là" và taishita "làm kinh ngạc".
Cả keiyōdōshi và keiyōshi đều có thể trở thành các phó từ, bằng cách cho ni theo sau trong trường hợp keiyōdōshi:
変になる hen ni naru "trở nên lạ",
và bằng cách đổi i sang ku trong trường hợp keiyōshi:
熱くなる atsuku naru "trở nên nóng".
Chức năng ngữ pháp của các danh từ được chỉ ra bời các hậu vị từ, còn được gọi là trợ từ. Các ví dụ là:
- が ga cho chủ cách. Không nhất thiết là một chủ ngữ.

Kare ga yatta. "Anh ta đã làm điều đó."
- に ni cho tặng cách.

田中さんに聞いて下さい。 Tanaka-san ni kiite kudasai "Làm ơn hỏi ông Tanaka."
- の no đối với sở hữu cách, hay các cụm chuyển hoá danh từ.

私のカメラ。 watashi no kamera "máy ảnh của tôi"
スキーに行くのが好きです。 Sukī-ni iku no ga suki desu "(tôi) thích đi trượt tuyết."
- を wo đối với đổi cách. Không nhất thiết là một tân ngữ.

何を食べますか。 Nani wo tabemasu ka? "(bạn) sẽ ăn gì?"
- は wa đối với chủ đề. Nó có thể cùng tồn tại với các trợ từ đánh dấu cách như trên ngoại trừ no, và nó quan trọng hơn ga và wo.

私はタイ料理がいいです。 Watashi wa tai-ryōri ga ii desu. "Đối với tôi, đồ ăn Thái thì ngon." Trợ từ chỉ định ga sau watashi được giấu bên dưới wa.
Lưu ý: Sự khác biệt giữa wa và ga nằm ngoài sự khác biệt trong tiếng Anh giữa chủ đề và chủ ngữ câu. Trong khi wa chỉ chủ đề và phần còn lại của câu mô tả hoặc hành động theo chủ đề đó, nó mang ngụ ý rằng chủ ngữ được chỉ định bởi wa không phải duy nhất, hoặc có thể là một phần của một nhóm lớn hơn.
Ikeda-san wa yonjū-ni sai da. "Ông Ikeda 42 tuổi." Những người khác trong nhóm có thể cũng cùng tuổi.
Sự thiếu wa thường có nghĩa chủ ngữ là tiêu điểm của câu.
Ikeda-san ga yonjū-ni sai da. "Chính ông Ikeda là người 42 tuổi." Đây là một câu trả lời một câu hỏi ngầm hoặc hỏi thẳng ai trong nhóm này là người 42 tuổi.

### Kính ngữ
Không giống như phần lớn các ngôn ngữ phương Tây nhưng giống nhiều ngôn ngữ phương Đông, tiếng Nhật có một hệ thống ngữ pháp để diễn tả sự tôn kính và sự trang trọng.
Do phần lớn các mối quan hệ trong xã hội Nhật Bản là không ngang hàng, nên một người nào đó thường có một địa vị cao hơn người kia. Địa vị này được quyết định bởi nhiều yếu tố khác nhau bao gồm: công việc, tuổi tác, kinh nghiệm hay thậm chí tình trạng tâm lý (ví dụ một người nhờ người khác giúp thì thường có xu hướng làm điều đó một cách lịch sự). Người có địa vị thấp hơn thường phải dùng kính ngữ còn người khác có thể dùng lối nói suồng sã. Người lạ cũng phải hỏi người khác một cách lịch sự. Trẻ con Nhật Bản hiếm khi sử dụng kính ngữ cho đến khi chúng đến tuổi thanh thiếu niên, tuổi mà chúng phải nói theo cách của người lớn.
Trong khi teineigo (丁寧語) (đinh ninh ngữ) thường là một hệ thống biến tố, sonkeigo (尊敬語) (tôn kính ngữ) và kenjōgo (謙譲語) (khiêm nhường ngữ) thường sử dụng nhiều động từ kính ngữ và khiêm nhường ngữ đặc biệt: kuru "đến" trở thành kimasu trong đinh ninh ngữ, nhưng được thay thế bằng irasshau trong kính ngữ và mairu trong khiêm nhường ngữ.
Sự khác biệt giữa lối nói đinh ninh ngữ và kính ngữ được phát âm khác nhau trong tiếng Nhật. Khiêm nhường ngữ thường được sử dụng để nói về chính mình hoặc nhóm của mình (người cùng đi, gia đình) trong khi kính ngữ chủ yếu được sử dụng khi miêu tả người đối thoại và nhóm của anh ta/cô ta. Ví dụ, hậu tố -san ("Ông" "Bà." hay "Cô") là một ví dụ về kính ngữ. Nó không được dùng để nói về chính mình hoặc nói về người nào đó trong công ty mình với một người ngoài do người cùng công ty với mình thuộc trong nhóm của người nói. Khi nói trực tiếp với người trên của mình trong nhóm của mình hoặc khi nói với người làm thuê trong công ty về một người cấp trên, một người Nhật sẽ sử dụng từ vựng và biến tố của kính ngữ để đề cập đến người đó. Khi nói với một người ở công ty khác (ví dụ một thành viên của một nhóm ngoài), thì người Nhật sẽ dùng lối văn suồng sã hoặc khiêm nhường ngữ để đề cập đến lời nói và hành động của những người cấp trên trong nhóm của mình. Tóm lại, từ ngữ sử dụng trong tiếng Nhật đề cập đến người, lời nói hoặc hành động của từng cá nhân cụ thể sẽ thay đổi theo mối quan hệ (trong nhóm hoặc ngoài nhóm) giữa người nói và người nghe, cũng như phụ thuộc vào tình trạng quan hệ giữa người nói, người nghe và người thứ ba được đề cập. Vì lý do này, hệ thống tiếng Nhật đối với sự biểu thị từ ngữ xã hội được gọi là một hệ thống "kính ngữ tương đối." Điều này khác với hệ thống tiếng Hàn thuộc "kính ngữ tuyệt đối," mà trong đó từ ngữ như nhau được sử dụng để đề cập đến các nhân vật nói riêng (ví dụ như bố mình, một người chủ tịch công ty mình...) trong bất kỳ ngữ cảnh nào bất kể mối quan hệ giữa người nói và người đối thoại. Do đó, lối nói lịch sự của tiếng Triều Tiên có thể nghe rất táo bạo khi dịch đúng nguyên văn từng chữ một sang tiếng Nhật, do trong tiếng Hàn là điều bình thường và chấp nhận được khi nói những câu như "Ông giám đốc Công ty chúng tôi..." khi nói với một thành viên bên ngoài nhóm, mà điều này thì rất không phù hợp trong ngữ cảnh xã hội Nhật Bản.
Phần lớn các danh từ trong tiếng Nhật có thể trở thành thể lịch sự bằng cách thêm o- hoặc go- làm tiền tố. o- thường được dùng cho các từ có nguồn gốc tiếng Nhật Bản ngữ còn go- được đưa vào tiền tố các từ có gốc Hán. Trong một số trường hợp, tiền tố đã trở thành một phần cố định của từ và được dùng kể cả trong lối nói thông thường như gohan "cơm; đồ ăn." Các tạo từ như thế thường chỉ phụ thuộc vào chủ của đồ vật hoặc chính chủ ngữ. Ví dụ, từ tomodachi 'bạn bè,' sẽ trở thành o-tomodachi khi đề cập đến bạn của ai đó có địa vị cao hơn (dù các bà mẹ thường dùng hình thức này để chỉ các bạn bè của con mình). Mặt khác, một người nói lịch sự có thể thỉnh thoảng đề cập đến mizu "nước" là o-mizu nhằm biểu thị thái độ lịch sự.
Phần lớn người Nhật sử dụng lối nói lịch sự để biểu thị sự thiếu thân mật. Điều đó có nghĩa rằng họ sử dụng lối lịch sự đối với những người mới quen nhưng nếu mối quan hệ trở nên thân mật, họ sẽ không sử dụng lối nói lịch sự này nữa. Điều này xảy ra bất kể tuổi tác, địa vị xã hội hay giới tính.